# جون تشارلز مكينتوش
جون تشارلز مكينتوش هو سياسي كندي، ولد في 29 سبتمبر 1874، وتوفي في 23 فبراير 1940. انتخب عضو مجلس العموم الكندي.